# 陳慶烜
陳慶烜（1990年9月12日—），台灣足球教練及男子足球員，司職前鋒，現為桃園戰神女子足球隊之總教練。大學及研究所就讀於輔仁大學，並代表足球校隊競逐大專校院足球運動聯賽，以及加入與輔大建教合作的航源足球隊。在2018年代表航源出賽亞洲足聯盃，攻入了台灣首次亞足聯盃進球，也因比賽表現首度獲選為中華台北男子足球代表隊，後在2018年印度洲際盃進球。

## 生平
陳慶烜自國小四年級開始踢足球，並加入足球校隊，接著他一路踢上國中及高中。
大學及研究所陳慶烜就讀輔仁大學，並代表足球校隊競逐大專校院足球運動聯賽。大學期間，陳慶烜並沒有太多比賽機會，球場表現也直到大學三年級、四年級才開竅。進入研究所後，一年級時由於兩名前鋒因開刀缺陣，陳慶烜因此得以在對陣國立臺灣體育運動大學的比賽中先發上陣，並且在最後關頭攻入絕殺球，令輔大晉級四強。
當陳慶烜即將從研究所畢業，他因為效力於與輔大建教合作的航源足球隊，而航源擁有著2018年度亞洲足聯盃的代表權。所以，陳慶烜首次登上了國際賽場，該屆賽會他在小組賽首場對陣澳門賓菲加時梅開二度，成了首位在亞足聯盃進球的台灣球員。惟終場二比三敗陣，而航源也在小組賽六戰全敗，淘汰出局。同一年裡，由於陳慶烜在亞足聯盃的表現，得到時任中華台北總教練蓋瑞·懷特徵召，因此在27歲首度獲選為國家隊，陸續入選熱身賽、2019年亞洲盃資格賽 及2018年英雄盃國際足球邀請賽 。
研究所畢業後，陳慶烜持續效力航源，同時也擔任了輔大女足教練及航源青訓教練。
2021年起陳慶烜執教桃園戰神女子足球隊，並帶領她們在資格賽擊敗同市對手桃園國際首次晉級台灣木蘭足球聯賽
。